# Relaciones América Latina-China
Las relaciones entre América Latina y China son las relaciones entre los estados que se definen como República Popular China (RPC, China) y República de China (RDC, Taiwán), con los países de América Latina. Tales relaciones se han vuelto cada vez más importantes entre las Dos Chinas y América Latina.

## Historia
América Latina como región, fue la última en establecer relaciones formales con la China posterior de la proclamación de la República Popular. En las primeras décadas, las relaciones se establecieron de un modo paulatino y por fuera de las esferas oficiales, básicamente a partir de intercambios de entidades no gubernamentales, tales como asociaciones culturales o representaciones comerciales. Luego del triunfo de la revolución en septiembre de 1960 Cuba estableció relaciones diplomáticas formales con China y se convirtió así en el primer país de América Latina en oficializar y formalizar los vínculos bilaterales.
A partir de 1970 varios países de América Latina establecieron relaciones diplomáticas con China, y en varias ocasiones distintos jefes de Estado realizaron visitas protocolares, afianzando de este modo el acercamiento y posibilitando la firma de acuerdos comerciales. Hacia fines de la década, 12 países de América Latina habían formalizado sus vínculos bilaterales.

## Intercambio comercial
Entre el 2000 y el 2009, el comercio entre China y Latinoamérica aumentó 1200%, de 10 mil millones de dólares a $130 mil millones de dólares. Según el consejero del Ministerio de Comercio de China, Yu Zhong, en 2011 el intercambio comercial aumentó a 241.500 millones de dólares, convirtiendo a China en el segundo socio comercial más importante de América Latina (EE. UU. era el primero). Los cinco países de mayor intercambio chino-latinoamericano fueron Brasil, México, Chile, Venezuela y Argentina.
En 2009, el 7% de las exportaciones de América Latina tuvo como destino a China. Consistían principalmente en commodities y productos básicos como cobre, mineral de hierro, petróleo y soja. China fue el mercado de exportación más grande para Brasil, Chile y Perú y el segundo más grande para Argentina, Costa Rica y Cuba. Cuatro naciones aportaron el 90% de las exportaciones: Brasil (41%), Chile (23,1%), Argentina (15,9%) y Perú (9,3%). Según algunos observadores, el aumento de la demanda china produce un incremento de los precios de las materias primas exportables latinoamericanas. En el caso de Brasil, incluso se ha considerado que la demanda china de materias primas impulsó el crecimiento de la clase media. Por otro lado, gran parte de las exportaciones de Costa Rica (que tiene un Tratado de Libre Comercio con China), El Salvador y México a China fueron bienes manufacturados de alta tecnología.
En 2009 el 5% de las exportaciones de China tuvieron como destino América Latina y consistieron principalmente en productos industriales y manufacturados. Los productos chinos son populares en parte debido a sus bajos costos. Los fabricantes chinos también están haciendo esfuerzos sustanciales para establecerse como marcas de nombre para la nueva clase media.
Según un informe de calificaciones de Fitch de 2012, en 2010, el 92% de las exportaciones latinoamericanas a China fueron productos básicos; 85% de la inversión extranjera directa china se destinó a las industrias extractivas, al igual que el 60% de los préstamos chinos. El informe indicó que los efectos son mixtos, pero en general América Latina se ha beneficiado de la relación con China debido a los altos precios de los commodities, mayor crecimiento, mayor inversión y mejores finanzas gubernamentales. Paralelamente, existe preocupación sobre el impacto ambiental producto del incremento de las industrias extractivas que las empresas chinas desarrollan en América Latina; especialmente la contaminación ambiental, la deforestación, la destrucción del hábitat y el aumento de las emisiones derivadas de la utilización de combustibles fósiles.
Después de la turbulencia del mercado de valores chino de 2015, muchos proyectos de inversión chinos en América Latina fueron cancelados o se han ralentizado, incluido el Canal de Nicaragua.
En 2018, China tenía inversiones en centrales eléctricas en Brasil y desarrollaba la reparación de un ferrocarril en Argentina.  Ese año, el intercambio comercial entre China y la región de América Latina y el Caribe superó los 307 000 millones de dólares.
La tendencia se consolidó en los años siguientes. En Argentina las inversiones se consolidaron y diversificaron y además del área del transporte ferroviario, se orientaron a la explotación minera, (oro y plata, potasio y litio), parques eólicos, energía solar, centrales nucleares y represas hidroeléctricas. Hacia 2021 las inversiones chinas en Brasil constituían el 35% del total de la región y se orientaban a grandes proyectos a largo plazo vinculados a la energía. El resultado del intercambio comercial entre América Latina y China en 2022 presentó máximos históricos. Las exportaciones de América Latina hacia China alcanzaron los 222 582 millones de dólares y las exportaciones chinas a América Latina 229 009 millones de dólares.
La relación comercial bilateral entre los distintos países de América Latina y China produce inquietudes en algunos sectores que alertan sobre la desigualdad intrínseca en los intercambios. En tanto las exportaciones de América Latina son mayoritariamente commodities de bajo valor agregado, alta volatilidad de precios y que relativamente emplean a pocas personas, las importaciones son casi exclusivamente de productos manufacturados o de alto grado de industrialización. Los fabricantes latinoamericanos se han enfrentado a una competencia cada vez mayor de manufacturas chinas en los mercados nacionales, que pueden llegar a producir pérdidas de puestos de trabajo en las industrias manufactureras latinoamericanas.
En el libro «The Dragon in the Room: China and the Future of Latin America» se analiza la evolución de la participación en los mercados de bienes manufacturados de las exportaciones de los países de América Latina y China. Los autores comprueban la creciente penetración de las manufacturas chinas en el mercado internacional y la califican como «amenaza directa» para los sectores industriales latinoamericanos. Aún en los sectores donde tanto China como América Latina incrementaron su participación, China lo hizo a mayor velocidad. Varios expertos incluso han argumentado que a largo plazo las perspectivas para la industria manufacturera latinoamericana son malas y que se deben buscar otras áreas de crecimiento, como los servicios.
A comienzos de 2022, 18 países de América Latina habían adherido a la Iniciativa de la Franja y la Ruta. Panamá, Uruguay, Ecuador, Venezuela, Chile, Uruguay, Bolivia, Costa Rica, Cuba y Perú fueron los primeros países que se sumaron a la iniciativa.

## Política
En 2008, durante su visita a América Latina el entonces presidente Hu Jintao ratificó los ejes que China había establecido para sus relaciones con los países de América Latina, contenidos en el «Documento sobre la Política de China hacia América Latina» y basados en los principios de “igualdad, beneficio recíproco, y desarrollo compartido”.
Las naciones latinoamericanas han visto a China como una alternativa a los tradicionales vínculos con Estados Unidos, y Europa, en cuanto se refiere a recibir apoyo de la comunidad internacional, financiar infraestructura y ayuda humanitaria, y generar crecimiento económico. El número de reuniones de alto nivel entre funcionarios chinos y latinoamericanos ha aumentado rápidamente. Estos han ido acompañados de varios acuerdos bilaterales. La creación del grupo BRICS también ayudó a incrementar las relaciones entre China y Brasil.
Los cables diplomáticos de WikiLeaks describen una opinión latinoamericana dividida con respecto a China. Neil Dávila, responsable de ProMexico, agencia federal de México para la promoción del comercio exterior y las inversiones, afirmó que "No queremos ser la siguiente África de China. Necesitamos ser dueños de nuestro propio desarrollo". Funcionarios de Colombia y Brasil también expresaron su preocupación, mientras que Venezuela y Argentina se mostraron convencidas de que se debe terminar con la dependencia de Estados Unidos y vieron en China la mayor oportunidad para sus exportaciones. En respuesta, los funcionarios chinos acusaron a los diplomáticos estadounidenses de sembrar desconfianza y el vicepresidente chino Xi Jinping en 2009 en México declaró que “Algunos extranjeros con el estómago lleno y nada mejor que hacer se involucran en señalarnos con el dedo [...] Primero, China no exporta revolución; segundo, no exporta hambre y pobreza; y tercero, no se mete contigo. Entonces, ¿qué más hay que decir?”.
Muchas de las naciones que continúan teniendo relaciones diplomáticas oficiales con Taiwán se encuentran en América Central y el Caribe. Taiwán ha ofrecido anteriormente intercambios y entrenamiento militar, así como ayuda económica, calificada como "diplomacia de chequera".  En 2008 Ma Ying-jeou rechazó enfáticamente que las relaciones de Taiwán con los países que lo siguen reconociendo se basen exclusivamente en los beneficios económicos que así obtienen. Las naciones que conservan una postura pro-Taiwán son vistas como a la espera de mejores ofertas chinas.
China recibió calurosamente la formación de la Comunidad de Estados Latinoamericanos y Caribeños en 2011. Hugo Chávez leyó en voz alta una carta de Hu Jintao, Líder Supremo de China, en la que felicitaba a los líderes por la formación del nuevo bloque regional.  El 8 de enero de 2015, el 1.er Foro China-CELAC se inauguró en el Gran Salón del Pueblo en China, bajo el lema “Nueva Plataforma, Nuevo Punto de Partida y Nuevas Oportunidades - Esfuerzos Conjuntos para promover la Asociación de Cooperación Integral China - América Latina y el Caribe”.
En enero de 2019, numerosos países, incluido EE. UU., reconocieron la legitimidad del líder opositor Juan Guaidó como presidente de Venezuela. La República Popular China emitió un comunicado oficial en el que manifestaba su oposición a la interferencia de cualquier fuerza exterior en los asuntos venezolanos.

## Organizaciones regionales
En 2004 China se unió a la Organización de Estados americanos como observador permanente. En 2008 China se unió al Banco de Desarrollo Interamericano como donante. China también aumentó sus relaciones con CELAC, la Comunidad Andina, y la Comunidad del Caribe.

## Aspectos culturales

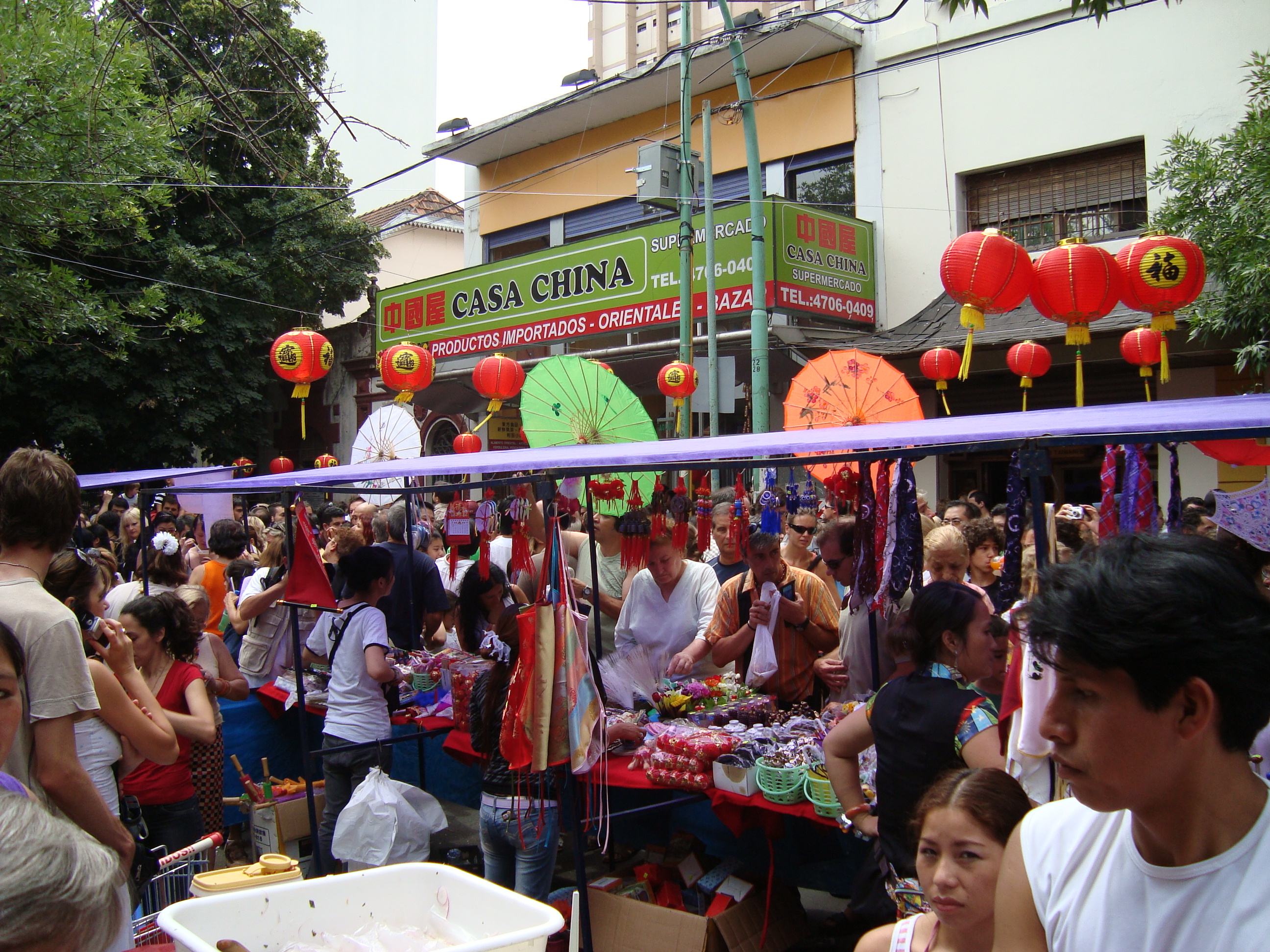
Feria al aire libre en Buenos Aires

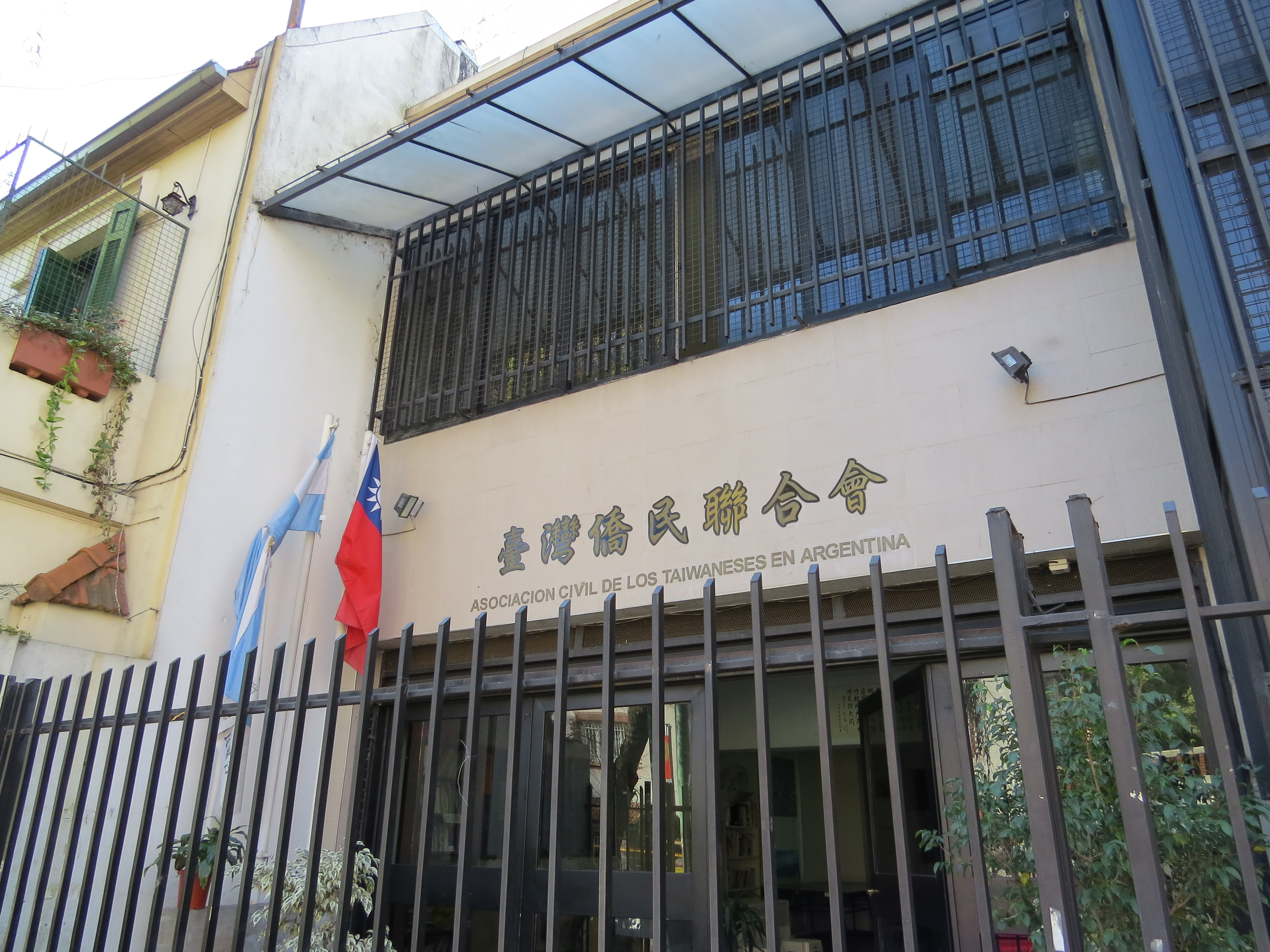
Asociación Civil de los Taiwaneses en Argentina

La inmigración china, que comenzó en el siglo XIX y continuó a lo largo del tiempo, dio lugar a que en varios países latinoamericanos se establecieran importantes comunidades que, integradas a cada región, desarrollan diversas actividades que incluyen la importación-exportación, el comercio minorista, —especialmente de productos alimenticios—, y la gastronomía. En algunas ciudades se han establecido pequeñas áreas que reúnen y exponen los aspectos más destacados de la cultura china, por ejemplo a través de la oferta de productos tradicionales o la conmemoración de festividades. Este es el caso, por ejemplo, de los llamados «barrios chinos» de Buenos Aires, San José (Costa Rica), Lima, La Habana o Ciudad de México.
Como parte de su política de acercamiento cultural, desde el año 2006 China ha fundado Institutos Confucio en varios países de América Latina. Estos institutos brindan cursos de idioma chino y desarrollan diversas acciones de difusión.
La participación de China en medios de comunicación de América Latina, a través de contenidos, programas o tecnología, fue calificado por el presidente Xi Jinping como un avance en las relaciones de China y los países de latinoamericanos. En el marco de la Cumbre de Líderes de Medios de Comunicación China-América Latina organizada por la Comisión Económica para América Latina y el Caribe (CEPAL) en 2016, el presidente chino destacó la importancia de los medios de comunicación en el acercamiento, el conocimiento y la cooperación.

## Relaciones bilaterales
China mantiene relaciones bilaterales con Antigua y Barbuda, Argentina, Bahamas, Barbados, Bolivia, Brasil, Chile, Colombia, Cuba, Ecuador, El Salvador, Granada, Honduras,Jamaica, México, Nicaragua, Panamá, Perú, República Dominicana, Surinam, Trinidad y Tobago, Uruguay y Venezuela. 

Al año 2022, Taiwán mantiene relaciones bilaterales con Belice, Guatemala,  Haití, San Cristóbal y Nieves, San Vicente y las Granadinas y Santa Lucía.

## Emergencia sanitaria
Los vínculos entre China y América Latina se profundizaron durante la pandemia de COVID-19. Grandes potencias como Estados Unidos o países de la Unión Europea concentraron sus esfuerzos en asegurar las mejores condiciones para sus habitantes. China, una vez controlado el brote, desarrolló un plan de producción acelerado de vacunas,  insumos médicos y material de protección para el personal sanitario. Poco tiempo después de iniciada la pandemia, China efectuó importantes donaciones a varios países que no contaban con recursos para hacer frente a la crisis sanitaria.
En el marco de esa colaboración, entre abril y julio de 2020 se estableció un puente aéreo humanitario entre Buenos Aires y Shanghái. La operación consistió en 35 vuelos de Aerolíneas Argentinas se trasladaron desde China a Argentina 887 toneladas de materiales e insumos médicos críticos. 

En abril de 2020, además de insumos médicos, llegó a Venezuela un grupo expertos y científicos chinos de distintas especialidades médicas con el objetivo de colaborar con el personal de salud venezolano y compartir la experiencia acumulada en su país en la lucha contra el coronavirus.
Entre otras acciones de asistencia, China donó un total de 3 millones de dosis de vacunas a Bolivia, 700 mil a Ecuador, 600 mil a El Salvador, y 50 mil a República Dominicana, en el marco de lo que se ha denominado «diplomacia de las vacunas».

## Lectura adicional
- Hu-DeHart, Evelyn, and Kathleen López. "Asian Diasporas in Latin America and the Caribbean: An Historical Overview." Afro-Hispanic Review (2008): 9-21. en JSTOR
- Hu-DeHart, Evelyn. "Indispensable enemy or convenient scapegoat? A critical examination of sinophobia in Latin America and the Caribbean, 1870s to 1930s." Journal of Chinese Overseas 5.1 (2009): 55–90. en BRILL
- López, Kathleen M. Chinese Cubans: A Transnational History (2013)
- López-Calvo, Ignacio, ed.  Alternative Orientalisms in Latin America and Beyond. (Cambridge Scholars Publishing, 2007).
- Meagher, Arnold J. The Coolie trade: the traffic in Chinese laborers to Latin America 1847-1874 (2008).
- Ryan, Keegan D. "The Extent of Chinese Influence in Latin America" Archivado el 14 de julio de 2019 en Wayback Machine. (Naval Postgraduate School, 2018)
- Young, Elliott. Alien Nation: Chinese Migration in the Americas from the Coolie Era Through World War II (2014).
- Erikson; Chen (2007), China, Taiwan, and the Battle for Latin America, 31:2, The Fletcher Forum of World Affairs, pp. 21 (69-89), archivado desde el original el 17 de mayo de 2013.